# Bugha
Кайл Ґірсдорф (англ. Kyle Giersdorf; нар. 30 грудня 2002, Пенсільванія), також відомий під ім'ям Bugha — американський професійний кіберспортсмен, який став відомим завдяки грі Fortnite. Найбільшу популярність отримав після перемоги у Fortnite World Cup 2019.

## Раннє життя
Ґірсдорф живе у містечку в Пенсильванії.
Його нікнейм походить від його діда, який називав його Bugha коли він був молодшим. Вперше Кайл дізнався про Fortnite коли його батько, також геймер, розповів йому про «Save the World» ігровий режим у цій грі.

## Професійна кар'єра
Після гри з командою «No Clout» Ґірсдорф підписав контракт з кіберспортивною організацією Sentinels 25 березня 2019 року, як гравець у їх Fortnite команді. Ґірсдорф відкваліфікувався і відвідав перший щорічний турнір Fortnite World Cup який проходив 26–28 липня 2019 року. Він боровся в режимі Solo (поодинці) 28 липня. Ґірсдорф мав можливість зіграти 6 матчів проти 99 інших гравців, які також відкваліфікувались. В решті, Ґірсдорф отримав перше місце з 59 очками, майже вдвічі обганяючи гравця psalm, що був на другому місці з 33 очками. Кайл виграв $3,000,000 призових.
Epic Games створили ігрового персонажа в честь Ґірсдорфа у липні 2021 як частину Fortnite's Icon Series. Інші особистості, такі як футболіст Неймар і стрімер Ninja, також мають персонажів створених на честь себе.

## Фільмографія
| Рік  | Назва                           | Рорль   | Пр.          |
| ---- | ------------------------------- | ------- | ------------ |
| 2019 | Bugha — Stories From Battle Bus | Головна | [ 6 ] [ 15 ] |

## Нагороди і номінації
| Рік  | Нагорода                               | Результат | Пр.           |
| ---- | -------------------------------------- | --------- | ------------- |
| 2019 | Fortnite World Cup                     | Перемога  | [ 16 ] [ 5 ]  |
| 2019 | The Game Awards (Best Esports Athlete) | Перемога  | [ 17 ] [ 18 ] |
| 2020 | Shorty Award (Best in Gaming)          | Номінація | [ 19 ] [ 20 ] |

## Найвищі місця у змаганнях з Fortnite
Найвищі зайняті місця Bugha включають:
- 1-ше місце Solo World Cup Qualifiers Week 1
- 1-ше місце Fortnite World Cup 2019
- 1-ше місце Trio Cash Cup July 21, 2019
- 1-ше місце Solo Cash Cup October 3, 2019
- 1-ше місце Solo Cash Cup November 20, 2019
- 5-те місце FNCS Duos Grand Finals Chapter 2, Season 2
- 1-ше місце Duos Cash Cup May 28, 2020
- 1-ше місце Daily Trios Cup July 29, 2020
- 4-те місце FNCS Solos Grand Finals Chapter 2, Season 3
- 4-те місце DreamHack Online Open Finals August 2020
- 2-ге місце DreamHack Online Open Finals September 2020
- 3-тє місце FNCS Trios Grand Finals Chapter 2, Season 4
- 5-те місце FNCS Trios Grand Finals Chapter 2, Season 5
- 1-ше місце FNCS Trios Grand Finals Chapter 2, Season 8
- 1-ше місце FNCS Trios Grand Royale Finals Chapter 2, Season 8
- 1-ше місце FNCS Duos Grand Finals Chapter 3, Season 1
- 3-тє місце FNCS Duos Grand Finals Chapter 3, Season 2
- 2-ге місце FNCS Duos Grand Finals Chapter 3, Season 3

Джерело: